# فرایزن
فرایزن (به آلمانی: Freisen) یک شهر در آلمان است که در سانکت وندل واقع شده‌است. فرایزن ۸٬۵۲۴ نفر جمعیت دارد.